# Col d'Aspé ou de Pla Coummunau
À ne pas confondre avec le col d'Aspé
Le col d'Aspé ou de Pla Coummunau est un col de montagne pédestre des Pyrénées à 2 281 mètres d'altitude dans le département français des Hautes-Pyrénées, en Occitanie.
Il relie la vallée d'Ossoue à la vallée d'Aspé en Lavedan.

## Toponymie
Aspé s'analyse formellement par l'adjectif gascon aspè « abrupt » du latin asper. Cette explication interfère probablement avec le thème pyrénéen prélatin Aspe.
En occitan, pla signifie « plateau ».

## Géographie
Le col est situé entre le Soum de Labassa (2 388 m) à l’ouest et le Soum Blanc de Secugnat (2 577 m) à l’est.

## Protection environnementale
Le col fait partie d'une zone naturelle protégée, classée ZNIEFF de type 1, « vallons d'Ossoue et d'Aspé », et de type 2, « haute vallée du gave de Pau : vallées de Gèdre et Gavarnie ».

## Voies d'accès
Le col est accessible par le versant nord, depuis le parking aux granges de Bué ; suivre l'itinéraire en longeant le gave d’Aspé jusqu’à la cabane d’Aspé. Par le versant sud il est accessible depuis Gavarnie par une piste qui passe par la cabane de Milhas en direction du barrage d'Ossoue.